# Ривароса
Риваро̀са (на италиански и на пиемонтски: Rivarossa) е село и община в Метрополен град Торино, регион Пиемонт, Северна Италия. Разположено е на 286 m надморска височина. Към 1 януари 2023 г. населението на общината е 1539 души, от които 105 са чужди граждани.

## География, административно деление и население
Територията има вълнообразен геометричен профил, със слабо изразени височинни колебания. Общината, засегната от застрояване, има типично хълмист равнинно-височинен профил. Територията се простира между потока Малоне и източните склонове на Вауда, точно над Сан Бениньо и Ломбардоре, и също се пресича от потока Миняна.
Всяка година през пролетта жабите пристигат в Ривароса и винаги следват един и същи маршрут към езерото, близо до подселище Дилета, за да се чифтосват и да снасят яйцата си. Провинциалният път пресича поляните, през които те минават. Под пътя също е изграден тръбопровод за жаби, но много жаби все още се опитват да пресекат пътя на повърхността. За да не бъдат прегазени, има доброволци, които по време на периода на чифтосване, въоръжени с мрежи, ръкавици и кофи, са отстрани на пътя и пренасят жабите през пътя, за да стигнат невредими до нишата.
Ривароса предлага възможност за излети в околноститеː то е началната точка за Природния резерват на Вауда.
Населението живее предимно в общинската столица; останалата част от него е разпределено между местностите Ла Дилета и Парадизо, в по-малките градски райони Киантора, Феро, Грандже Базоло и Грандже, както и в разпръснати къщи.
Граничи със следните 5 общиниː Ломбардоре, Фронт, Сан Франческо ал Кампо, Ривароло Канавезе и Олянико. Отстои на 20 km от Торино и на 117 km от Милано.
Към 1 януари 2020 г. населението на общината е 1539 души, от които 105 са чужди граждани, сред които преобладават тези на Румъния (71 души). Български граждани липсват.

## Топоним
Топонимът е засвидетелстван още през 1110 г. с формата "Ripaerubeae", последвана през 1350 г. от "Ripparubea". Етимологията е с ясно значение и „червеният бряг“ (riva rossa), за който се отнася, е цветът на земята на Вауда, където селището е било заселено в древни времена.

## История
Първото селище може да бъде идентифицирано на хълма Боргало между VIII и IX век. През XI век може би самият Ардуин от Ивреа основава клюнийския манастир на Света Мария Магдалена близо до Боргало. Той привлича много заселници и започва интензивен процес на заселване.
В допълнение към църковната държавна собственост дворът е преотстъпен от императора на двама много добре известни господари в района на Канавезе: Сан Мартино ди Фронт и Валперга. Именно тези две фамилии често се сблъскват в древната история на Канавезе и през 1339 г. е военният опит на фамилия Валперга да детронира своите съперници, който обаче завършва с неуспех.
През 1313 г. Ривароса е превзет от Филип Савойски-Ахая: Валперга и в този случай разстройват живота на Ривароса, тъй като, съюзени с Монферат, имат интерес е да съборят този клон, свързан със Савоя, и те плячкосват града на няколко пъти.
През IV век Ривароса, подобно на цялата област Канавезе, е разтревожена от бунта на Тукините, на който е сложен край с намесата на Амадей VII Савойски (Червеният граф), съзнаващ, че въстанието на бедняците е подклаждано и от маркиза на Монферат в антисавойска перспектива. Всъщност същият маркиз изпраща свирепия кондотиер Фачино Кане в района на Канавезе, за да разбуни духовете. След като Червеният граф успокоява Канавезе, той успява директно да конфискува владенията на принца на Ахая, включително Ривароса, след смъртта на Лудвиг през 1418 г. След бунтовете на благородниците от областта Канавезе и изтърпените досега селски бунтове, нашествията на французите и испанците, които следват едно след друго тук през XVI век, в опит да за да покорят Савойците, водят до окончателното срутване на замъка и градските стени. От съвременна хроника се знае, че след нахлуване през 1539 г. почти всички жители на Ривароса са мъртви. След това малко по малко селото се заселва отново, въпреки че страда от глада през XVII век и катаклизмите, свързани с Войната за испанското наследство, която засяга целия Пиемонт през XVIII век.

## Икономика
Селското стопанство запазва важна роля в местната икономика: произвеждат се зърнени култури, фураж и пшеница; Занимава се и с отглеждане на говеда, свине, кози и птици. Индустрията се състои от малки компании, които работят в следните сектори: хранително-вкусова, металургична, строителна и дървообработваща. Третичният сектор се състои от достатъчна дистрибуторска мрежа, както и набор от услуги, които, с изключение на банковото дело, включват недвижими имоти.

## Забележителности
- Замък Валперга, който все още доминира в горната част на селището и е свидетелства за неговата дълга и тревожна история
- Енорийската църква „Света Мария Магдалена“, построена през XVII век на хълма Боргало, заменяйки съществуващ храм
- Църква „Свети Рох“, датираща от средата на XVIII век, която се отличава със своята трезва и елегантна архитектурна линия.

## Култура
- Фотографска асоциация „Оридзонти Сторти“
- Културно-игрова асоциация „Амалуне“
- Туристическа асоциация „Про Локо“

## Образование
- Една държавна детска градина
- Едно държавно начално училище (от 1-ви до 5-и клас вкл.)
- Средните училища от първа степен (от 6-и до 8-и клас вкл.) са в Босконеро, Сан Франческо ал Кампо и Сан Бениньо Канавезе, а тези от втора степен (от 9 до 12 клас вкл.) – в Ривароло Канавезе

## Спорт
- Спортна асоциация „Мастер Клуб“
- Спортна асоциация на Ривароса

## Събития
- Патронен празник на Света Мария Магдалена – 22 юли
- Битпазар – септември
- Общински панари – септември